# Ristantia pachysperma
Ristantia pachysperma är en myrtenväxtart som först beskrevs av Ferdinand von Mueller och Frederick Manson Bailey, och fick sitt nu gällande namn av Peter G.Wilson och J.T.Water. Ristantia pachysperma ingår i släktet Ristantia och familjen myrtenväxter. Inga underarter finns listade i Catalogue of Life.